# Potpourri (Musik)
Ein Potpourri ist in der Musik eine Komposition, die aus bereits bestehenden Kompositionen zusammengesetzt wird und nachträglich eine neue, mehr oder weniger harmonische musikalische Einheit bildet.

## Herkunft
Das Wort Potpourri wurde vom französischen pot pourri übernommen. Ursprünglich bezeichnete der Begriff ein Eintopfgericht, wörtlich übersetzt bedeutet es „verfaulter Topf“.
Das musikalische Potpourri entstand aus dem Quodlibet, unterscheidet sich jedoch von diesem dadurch, dass beim Potpourri Zitate bekannter Melodien nacheinander erklingen, während beim Quodlibet die verschiedenen Melodien auch gleichzeitig gesetzt sein können. Regionale Varianten solcher Stückfolgen in der ersten Hälfte des 16. Jahrhunderts waren das Fricassée in Frankreich und die Ensalada in Spanien. Die französischen „comédies en vaudevilles“ der Pariser Jahrmarktstheater im 17./18. Jahrhundert waren eine Art Potpourri. Seit etwa 1800 wurde es auch üblich, Theater-Ouvertüren aus bekannten Melodien zusammenzustellen („Potpourri-Ouvertüre“).
Von Komponisten wie Grieg, Sibelius oder Tschaikowski wurde der Begriff für eine Abfolge von kleineren Stücken benutzt, die durch ein gemeinsames Thema verbunden waren. Aus Opern und Operetten wurden häufig die bekannten Themen und Melodien vom Komponisten selbst oder von Bearbeitern in neuen Reihenfolgen aneinandergereiht, um das breite Publikum anzusprechen. Große Stilkontraste wurden dabei oft zu parodistischen Wirkungen verwendet.

## Abgrenzung
„Medley“ und „Potpourri“ werden oft synonym gebraucht, teilweise jedoch auch voneinander abgegrenzt. Medley/Potpourri unterscheiden sich von der musikalischen Collage, bei der es sich um eine lose Zusammenstellung unterschiedlicher musikalischer Elemente handelt.

## Urheberrecht
Nach deutschem Urheberrecht kann bei der Erstellung eines Potpourris ein Bearbeiterurheberrecht (§ 3 Urheberrechtsgesetz) entstehen. Sofern in dem Potpourri Kompositionen verwendet werden, die selbst (noch) urheberrechtlichem Schutz unterliegen, kann das Potpourri nur mit Einwilligung der Urheber der darin vereinten Werke genutzt werden.
Die GEMA sieht für Potpourris aufgrund ihrer besonderen Struktur einen eigenen Verteilungsschlüssel vor. Potpourris sind dabei definiert als „zusammengesetzte Werke, die aus 3 oder mehr vorbestehenden Einzelwerken oder Teilen von 3 oder mehr vorbestehenden Einzelwerken bestehen, welche von einem Potpourri-Bearbeiter zusammengestellt und durch Überleitungen verbunden oder in sonstiger Weise musikalisch bearbeitet wurden“. Besteht ein Potpourri nur aus urheberrechtsfreien Werken bzw. Werkteilen, so gelten die üblichen Anteilsschlüssel für Bearbeitungen gemeinfreier Werke (vgl. §§ 195 ff. GEMA-Verteilungsplan i. d. F. vom 23./24. Mai 2017); bei Potpourris geschützter Werke ist eine hälftige Verteilung der Ausschüttung auf den Potpourri-Bearbeiter und die Urheber an den verwendeten Werken vorgesehen, wobei bei Hinzutreten eines Musikverlags der Potpourri-Bearbeiter die Hälfte seines Anteils an den Verleger verliert (§ 193 Abs. 4 GEMA-Verteilungsplan i. d. F. vom 23./24. Mai 2017).